# Jorge Humberto Espinoza
Jorge Humberto Espinoza ist ein ehemaliger mexikanischer Fußballspieler auf der Position des Torwarts.

## Laufbahn
Espinoza begann seine Profikarriere in der Saison 1977/78 beim amtierenden mexikanischen Meister UNAM Pumas, bei dem er während eines Großteils seiner aktiven Laufbahn unter Vertrag stand. Außerdem spielte er für Coyotes Neza (1979/80) und Atlético Morelia (1986/87).
Mit den Pumas gewann er 1981 die mexikanische Meisterschaft und die Copa Interamericana sowie zweimal (1980 und 1982) den CONCACAF Champions’ Cup.

## Erfolge
- Mexikanischer Meister: 1981
- CONCACAF Champions’ Cup: 1980 und 1982
- Copa Interamericana: 1981